# Río Taw
El Taw es un río del suroeste de Inglaterra que nace en la región de tierra yerma conocida como Dartmoor (condado de Devon) a 550 m de altitud, cruza dicho condado en dirección norte, desaguando en el canal de Bristol cerca de la ciudad de Barnstaple. Tiene una longitud de 72 km.

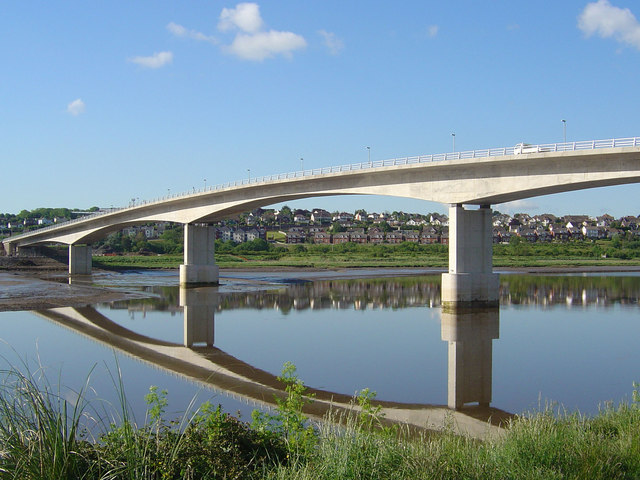
Puente sobre el Taw en Barnstaple
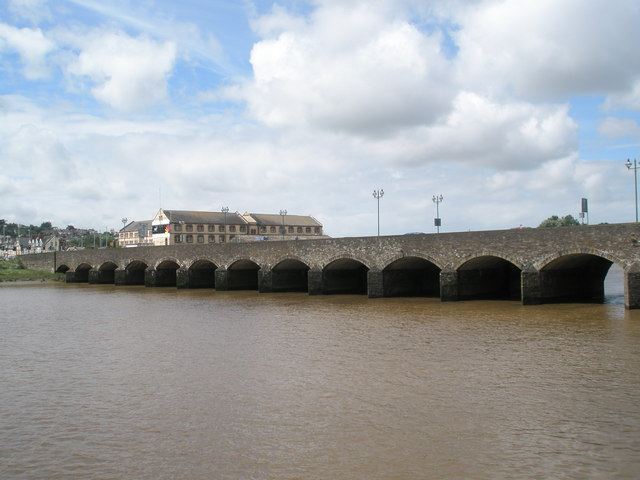
Puente medieval sobre el Taw
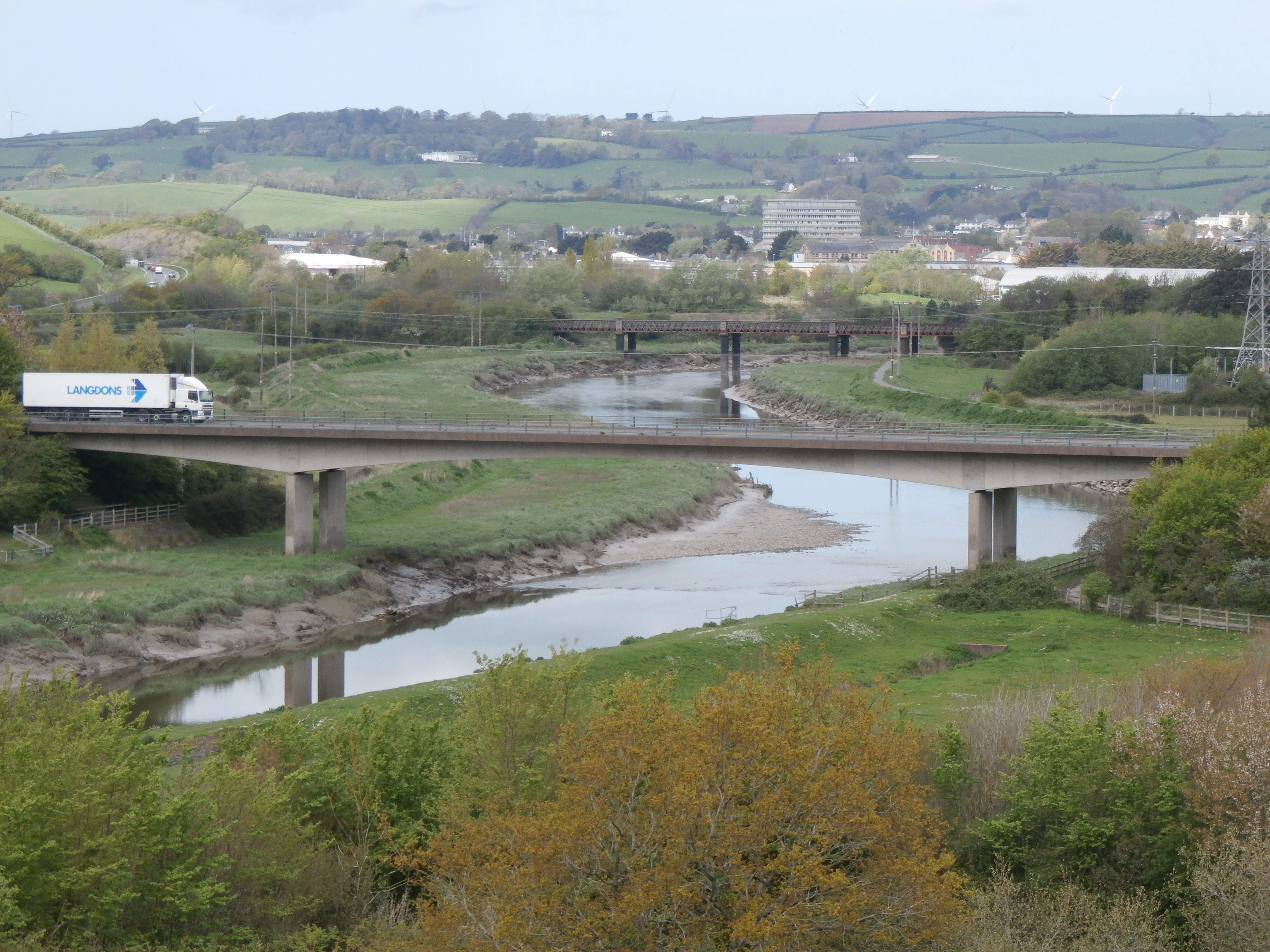
Otro puente sobre el Taw cerca de Barnstaple